# سفارة دولة فلسطين لدى جزر المالديف
سفارة دولة فلسطين لدى جزر المالديف هي الممثلية الدبلوماسية العُليا لدولة فلسطين لدى جزر المالديف. ويُعتبر سفير دولة فلسطين في ماليزيا هو سَفيرها في جزر المالديف ولكنه غير مقيم فيها.